# Lianchi
Lianchi (莲池区,  Liánchí Qū) ist ein Stadtbezirk der bezirksfreien Stadt Baoding im Zentrum der Provinz Hebei. Der Stadtbezirk hat eine Fläche von 176,5 Quadratkilometern und 675.123 Einwohner (Stand: Zensus 2010).

## Administrative Gliederung
Auf Gemeindeebene setzt sich Lianchi aus zehn Stadtvierteln und sieben Großgemeinden zusammen.